# 9974 Brody
A 9974 Brody (ideiglenes jelöléssel 1993 OG13) a Naprendszer kisbolygóövében található aszteroida. Eric Walter Elst fedezte fel 1993. július 19-én.
Nevét Adrien Brody Oscar-díjas, magyar származású amerikai színész után kapta.